# COVID-19 в Перу
Первый случай заражения коронавирусной инфекцией 2019 (COVID-19) в Перу был зафиксирован 6 марта 2020. Заболевшим стал 25-летний мужчина, побывавший в Испании, Франции и Чехии.
Перу — мировой лидер по числу заболевших на 100 тыс. жителей (1615 чел./100 тысяч, на август 2020).

## Хронология
6 марта 2020 года было объявлено о первом подтвержденном случае заболевания в Перу от 25-летнего перуанца, проживающего в Лиме, недавно посетивший
Францию, Испанию и Чехию.
10 марта 2020 года было подтверждено 11 случаев заболевания, из которых 7 новых случаев были связаны с первым известным зараженным в Перу. На следующий день были зарегистрированы два новых случая заболевания. В связи с глобальной пандемией правительство Перу приняло решение отменить занятия в государственных и частных школах в качестве меры предосторожности до 30 марта.
15 марта президент Перу Мартин Вискарра объявил о введении 15-дневного карантина с 16 марта, установив строгие правила через 9 дней после того, как в стране был замечен первый случай заболевания. Был введен запрет на все поездки между провинциями, въезды в страну и выезды из неё, а также запрет на пользование самолётами, лодками, поездами, автобусами и частными автомобилями.
16 марта четверо мексиканцев, отдыхавших в Куско, не смогли вернуться в Мексику до 2 апреля, поскольку все рейсы были отменены и границы Перу были закрыты. Кроме того, тысячи американских, израильских, австралийских и британских туристов, остановившихся в основном в Куско и Лиме, также не смогли покинуть страну.

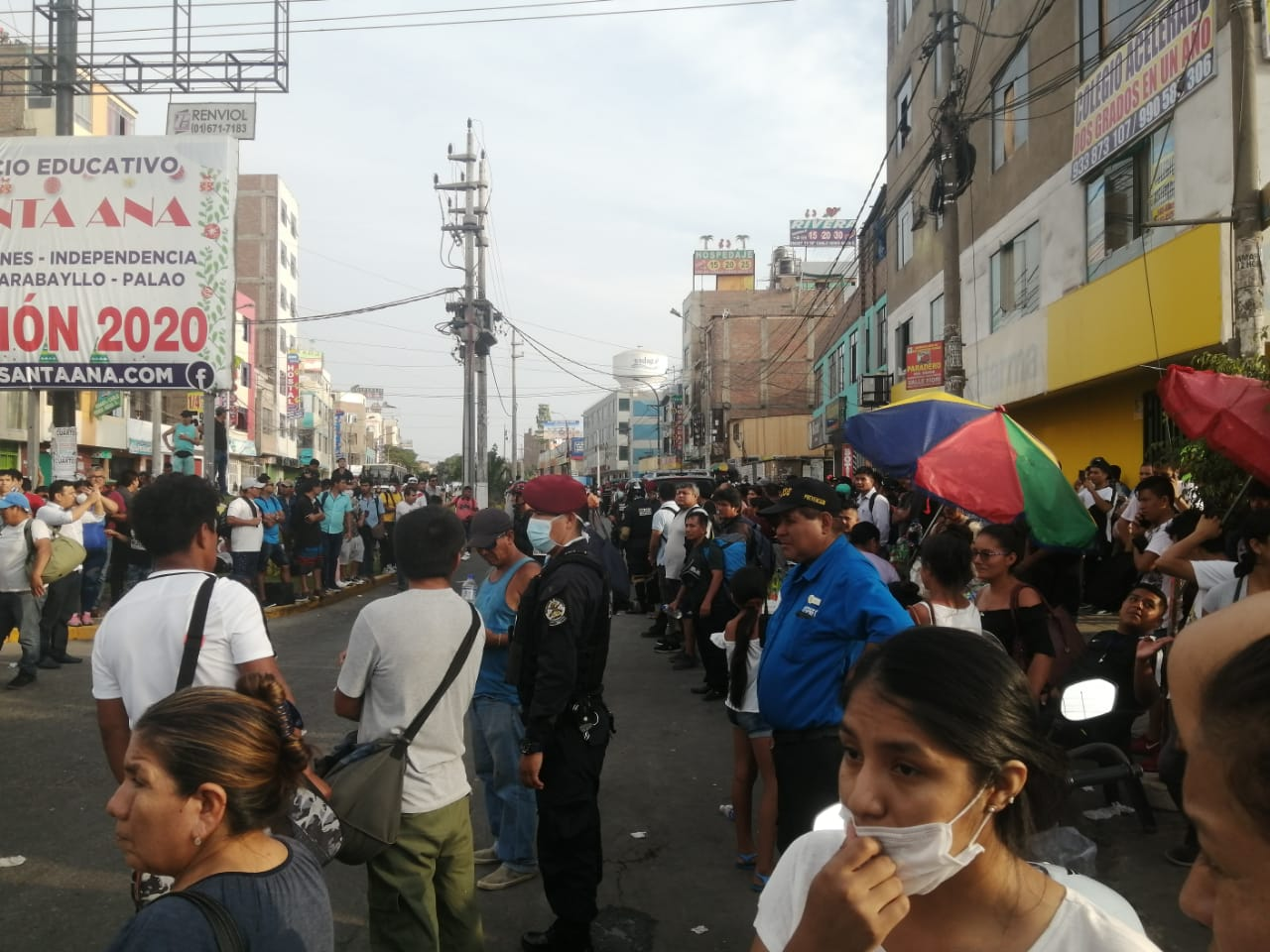
Люди в масках на улице Лимы, 16 марта

17 марта, во второй полный день карантина, граждане Перу должны были заполнить онлайн-форму, чтобы получить разрешение на выезд из дома. Военные маршировали по улицам Лимы, чтобы не допустить нарушения карантина. В 8 часов вечера перуанцы и гости Перу вышли на свои балконы и выглянули из окон, чтобы поаплодировать врачам, военным, полиции и их усилиям.
18 марта правительство ужесточило меры карантина, введя комендантский час с 8 вечера до 5 утра, когда гражданам не разрешается покидать свои дома. Около 153 человек в Лиме и Кальяо были задержаны в ту ночь за нарушение комендантского часа.
19 марта Минсельхоз сообщил о первой смерти из-за вируса — скончался 78-летний мужчина. В тот же день число погибших достигло 3 человек.
20 марта президент Перу Мартин Вискарра объявил, что Элизабет Хиностроза уходит со своего поста министра здравоохранения в пользу Виктора Заморы Месии, который, по словам президента, имеет больше опыта работы в секторе общественного здравоохранения. Президент также сказал, что если все граждане будут уважать карантин и должным образом соблюдать его, чрезвычайное положение может быть отменено в конце 15-дневного карантина.
| Дата       | Случаи заражения | Случаи заражения в Лиме |
| ---------- | ---------------- | ----------------------- |
| 2020-03-06 | 1                | 1                       |
| 2020-03-07 | 6                | 5                       |
| 2020-03-08 | 7                | 6                       |
| 2020-03-09 | 9                | 8                       |
| 2020-03-10 | 11               | 8                       |
| 2020-03-11 | 15               | 11                      |
| 2020-03-12 | 22               | 17                      |
| 2020-03-13 | 38               | 32                      |
| 2020-03-14 | 43               | 37                      |
| 2020-03-15 | 71               | 58                      |
| 2020-03-16 | 86               | 70                      |
| 2020-03-17 | 117              | 96                      |
| 2020-03-18 | 145              | 111                     |
| 2020-03-19 | 234              | 194                     |
| 2020-03-20 | 263              | 212                     |
| 2020-03-21 | 318              | 241                     |
| 2020-03-22 | 361              | 278                     |
| 2020-03-23 | 395              | 307                     |
| 2020-03-24 | 416              | 322                     |
| 2020-03-25 | 480              | 369                     |
| 2020-03-26 | 529              |                         |
| 2020-03-27 | 635              |                         |
| 2020-03-28 | 671              |                         |